# Eli Rasmussen
Eli Sigvard Rasmussen (født 4. februar 1915 i Rudkøbing, død 9. juni 1997) var en dansk maler.
Eli Rasmussen blev uddannet malersvend i Rudkøbing 1929 - 1933. Han fik derefter job som maler i Blåvandshuk. Efter at have aftjent sin værnepligt modtog han undervisning på Albert Elmstedts malerskole i Odense. 
Eli Rasmussens maleri var i de første år præget af opvæksten i et mindre provinsmiljø, hvor troskab over for det gengivne var i højsædet. Under indflydelse af hans kendskab til moderne europæisk kunst, forstærket gennem et mangeårigt venskab og samliv med den tyske kunstsamler Herbert von Garvens, udviklede Rasmussens maleri sig, især under og lige efter 2. verdenskrig, i en impressionistisk retning. Rasmussen gjorde sig især bemærket som portrætmaler, og portrætterede blandt andet Claus Johansen, Else Alfelt og Herbert von Garvens. I sine sidste år helligede Rasmussen sig akvarelmaleriet inspireret af J.M.W. Turner.